# جو أندرسون (سياسي)
جو أندرسون (بالإنجليزية: Joe Anderson)‏ هو عامل اجتماعي وسياسي بريطاني، ولد في 24 يونيو 1958 في ليفربول في المملكة المتحدة. حزبياً، نشط في حزب العمال. وقد انتخب عمدة (5 مايو 2012 – ).